# Папони, Даниеле
Даниеле Папони (итал. Daniele Paponi; род. 14 апреля 1988, Анкона, Италия) — итальянский футболист, нападающий клуба «Падова».

## Клубная карьера
Папони начал свою карьеру в команде «Позаторе», играя в юношеских рядах команды. Летом 2004 года, после ликвидации своего клуба, Папони стал свободным агентом; затем он принял предложение от «Пармы» и присоединился к молодёжной команде «дукали».
Он дебютировал в Серии А в возрасте 17 лет 22 октября 2005 года, позже дебютировал на европейском уровне в Кубке УЕФА 2006/07, забив два мяча. Его первый гол в Серии A случился в матче против «Мессины» 20 декабря 2006 года. Он забил, сравняв счёт в матче. Мяч получился запоминающимся, и его прозвали «удар скорпиона». Позднее был назван одним из лучших мячей сезона в лиге. Тем не менее, Папони не удалось выиграть конкуренцию за место в первой команде в следующем сезоне 2007/08, поэтому, в январе 2008 года он отправился в аренду в клуб Серии B — «Чезену», где он забил 2 гола в 21 игре.
Летом 2010 года «Парма» обменяла Папони на Габриеле Паонессу в «Болонью». Клубы установили совместное владение над обоими игроками.
19 апреля 2013 года Папони на правах аренды присоединился к клубу MLS «Монреаль Импакт», пройдя просмотр. За «Импакт» дебютировал 24 апреля в первом матче полуфинала Первенства Канады против «Торонто», заменив на 60-й минуте Калума Маллеса. В MLS дебютировал 27 апреля в матче против «Чикаго Файр», отметившись голевой передачей. 2 мая в ответном матче полуфинала Первенства Канады против «Торонто» забил свой первый гол за «Импакт». 29 июня в матче против «Колорадо Рэпидз» забил свои первые голы в MLS, оформив дубль. Забил гол в заключительном матче канадского клуба на групповом этапе Лиги чемпионов КОНКАКАФ 2013/14 против гватемальской «Эредии» 24 сентября.
Летом 2014 года Папони отправился в аренду в клуб Лиги Про «Анкона».
В августе 2015 года Папони перешёл в «Латину», подписав двухлетний контракт.
В январе 2017 года Папони перешёл в «Юве Стабию».
1 августа 2019 года Папони перешёл в «Пьяченцу».
1 сентября 2020 года Папони подписал двухлетний контракт с «Падовой».

## Достижения
Монреаль Импакт
- Победитель Первенства Канады: 2013